# 舊橋

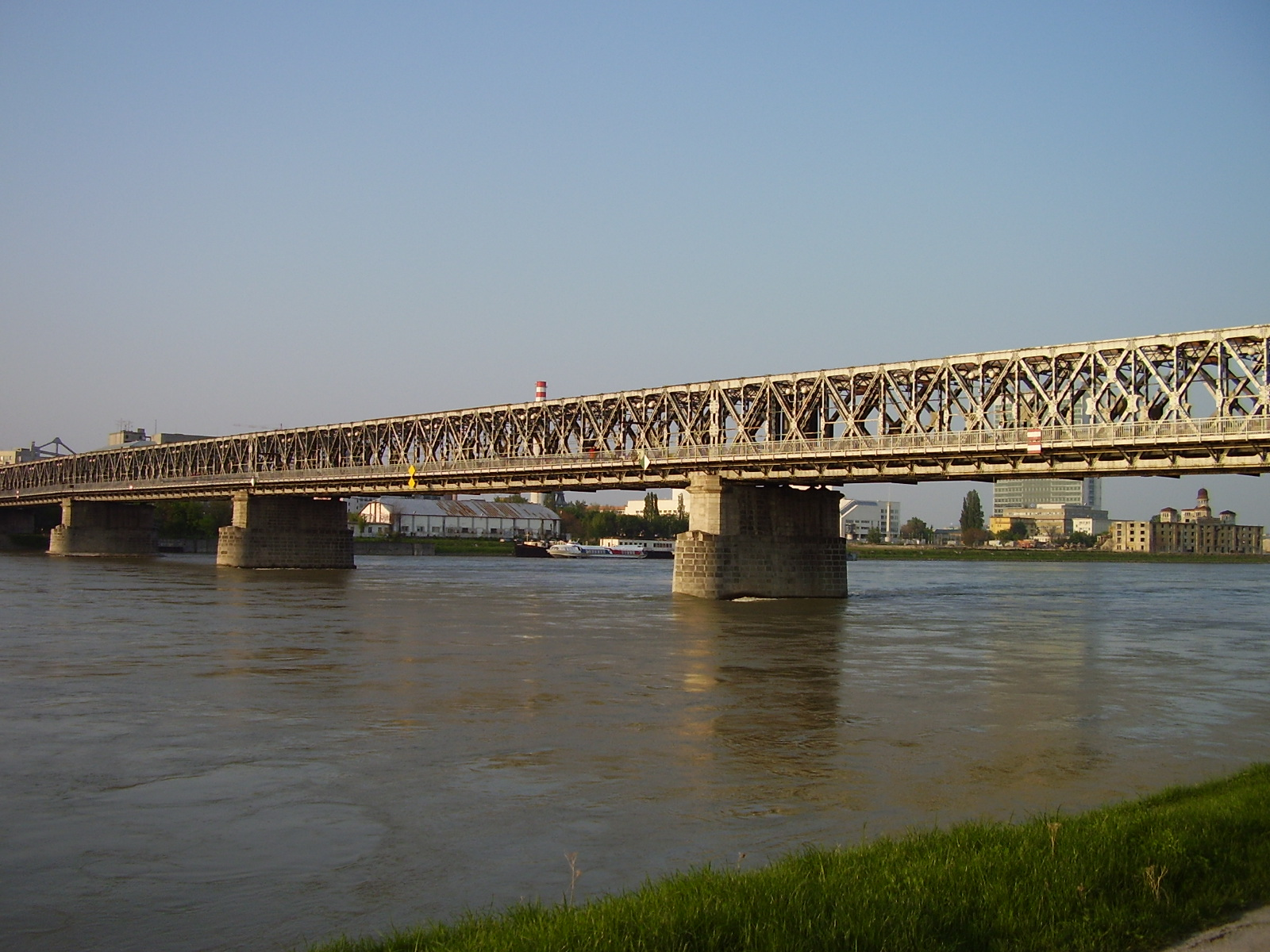
舊橋

舊橋，是位於斯洛伐克布拉提斯拉瓦多瑙河上的一座橋樑，全長460米。舊橋是一座公路鐵路兩用橋，連接布拉提斯拉瓦舊城區和新市區。2009年，舊橋不再開放汽車進入。2015年12月，舊橋被一座新的橋樑所取代。舊橋修建於1891年，當時的名稱是弗朗茨約瑟夫大橋。
48°08′18″N 17°07′02″E / 48.13833°N 17.11722°E